# Harrachovský palác
Harrachovský palác, zvaný též Goldbergovský dům či palác U Zelené louky, je barokní městská budova stojící v ulici Jindřišská č. 939-II/20, na Novém Městě, Praha 1. Je chráněn jako kulturní památka České republiky.

## Dějiny paláce

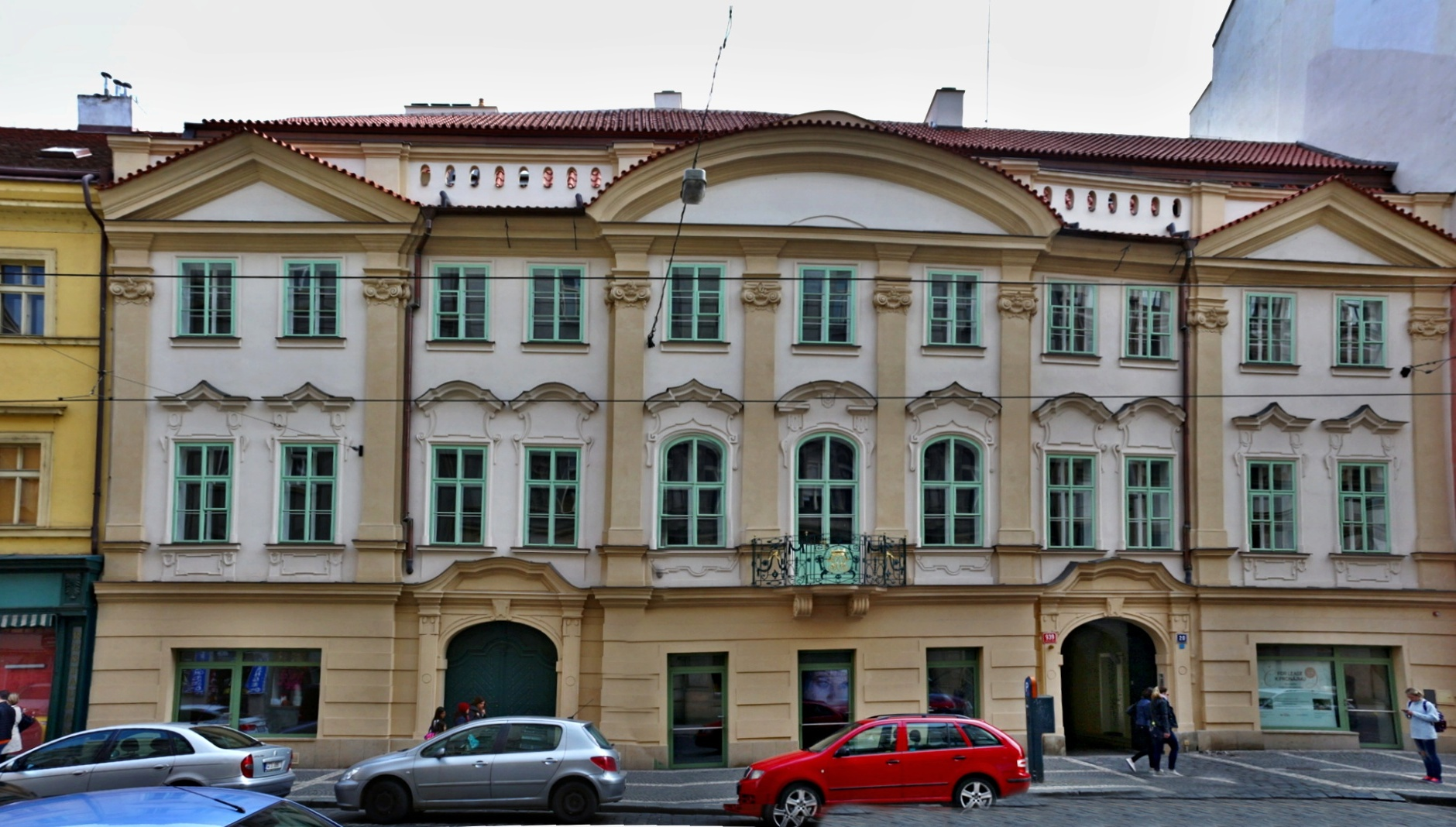
Harrachovský palác v roce 2017

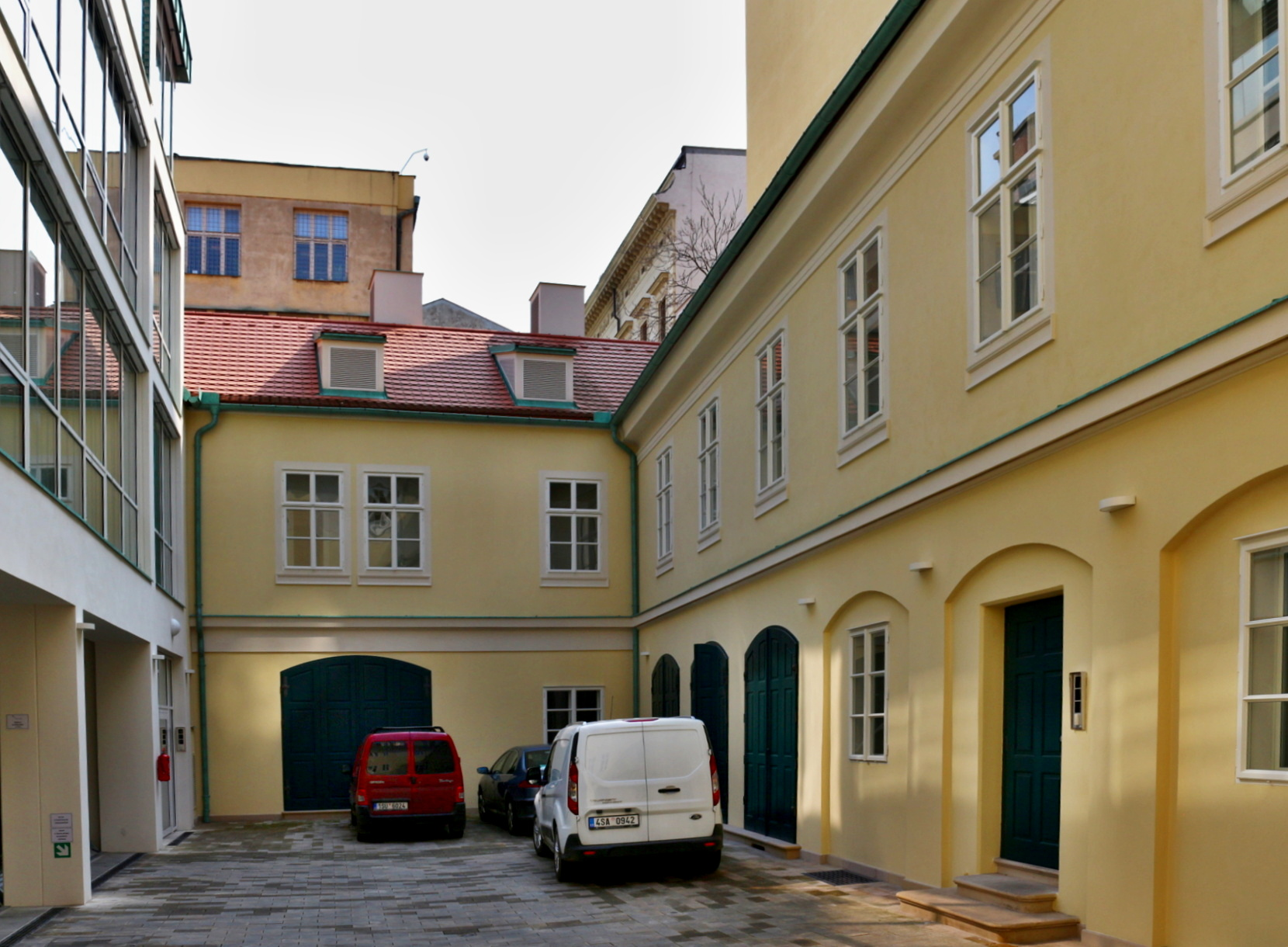
Nádvoří paláce

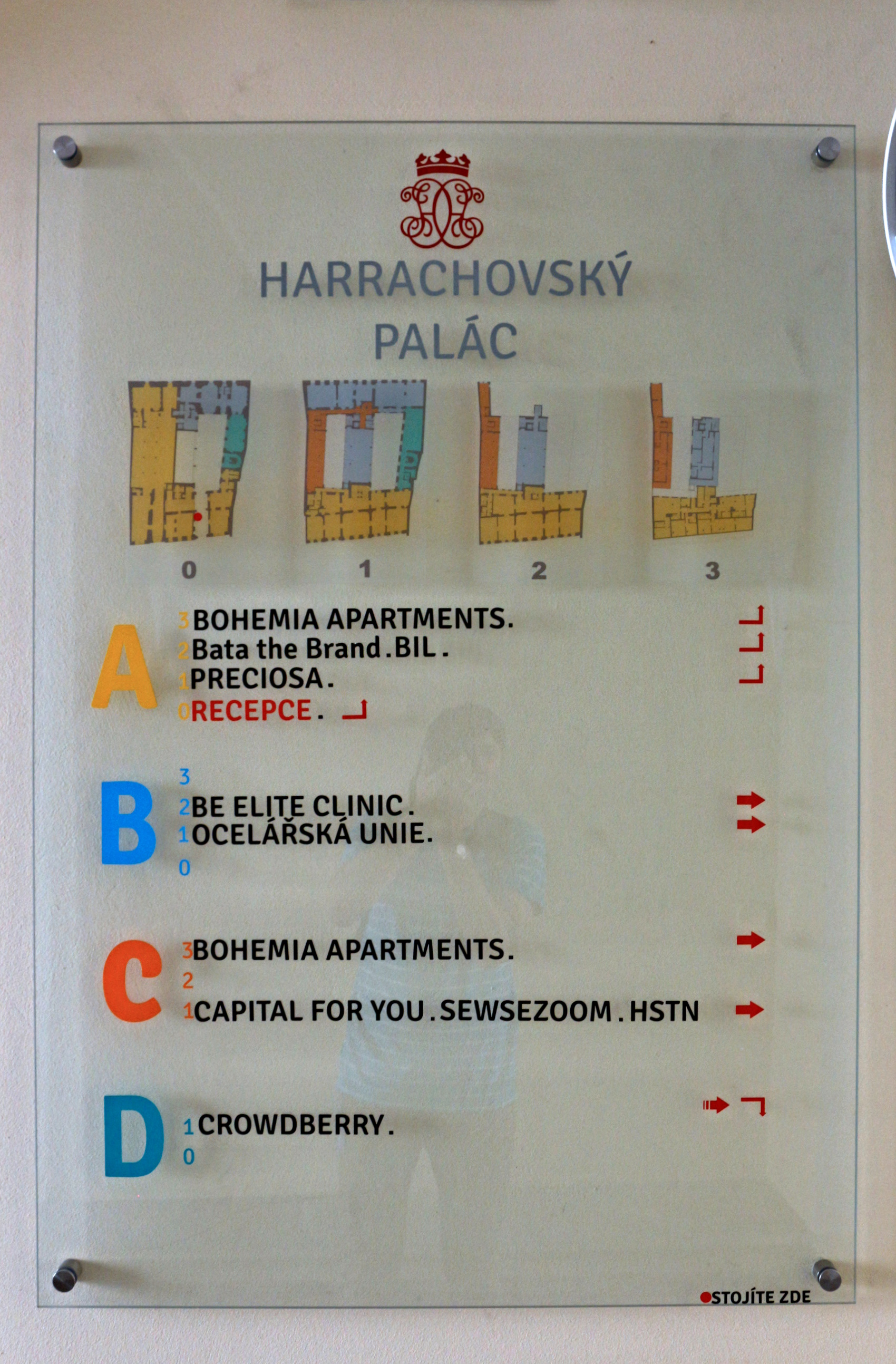
Popisky prostor

Na místě dnešního paláce stávaly starší domy, nejstarší z doby gotické, jak dokládají sklepní prostory. Na počátku 16. století byly domy spojeny v jeden majetkový celek, později byly opět rozděleny. Majitelé domů se často střídali, a to zejména v období třicetileté války. V 18. století byl majitelem objektu mimo jiné také Václav Ignác hrabě Deym ze Stříteže (1669–1747). Ten ho užíval hlavně k hospodářským účelům, jako sýpku apod. Hrabě Deym však také vlastnil jiný novoměstský palác, dnes známý jako Deymovský palác. Za pruského obležení Prahy v roce 1757 byl objekt poničen dělostřelbou.
K přestavbě největšího rozsahu s rozšířením o další dům a spojením do palácové podoby se zasloužil komerční rada Jiří Tobiáš Goldberg z Kholbergu. Byla dokončena pravděpodobně kolem roku 1770 a v roce 1777 došlo ještě k upravám průčelí. Autorem projektu byl Antonín Schmidt, jak bylo nově prokázáno, nikoli Ignác J. N. Palliardi, jemuž byla stavba mylně přičítána.
Po dalších několika šlechtických a především pak měšťanských majitelích v roce 1856 získal František Arnošt hrabě z Harrachu; přikoupil také pruh zahrady a po něm dostal palác svůj název. Dědicové hraběte Harracha prodali objekt v roce 1921 československému státu, který jej později převedl do majetku podniku Obuv Praha. V roce 1991 byl objekt prodán v souvislosti s restitučním řízením společnosti Baťa.

## Přestavba a dostavba paláce
Firma Baťa prostřednictvím své realitní společnosti zahájila v únoru 2015 přestavbu a dostavbu paláce podle projektu architektonického ateliéru AV 19. Rekonstrukce byla dokončena v roce 2017. V současné době slouží objekt jako sídlo několika firem, v dolní části jsou obchody. V budově se také nachází interaktivní Muzeum Smyslů.